# Odalbonden (tidning)
Odalbonden var en dagstidning utgiven period från den 4 januari 1919 till den 18 september 1926. Tre provnummer kom ut från den 7 mars 1918 till 30 december 1918. Tidningens fullständiga titeln var Odalbonden / Organ för Bondeförbundsrörelsen. Tidning för Örebro läns lantmän och lantarbetare. Sista månaderna var titeln Örebro läns annonsblad / Odalbonden. Den sista tiden var tidningen annonsblad, inte dagstidning.

## Redaktion
Tidningen redigerades i Lindesberg. Politiskt var tendensen att stödja bondeförbundet. Utgivningsfrekvensen var 1919 till 1925 två dagar i veckan onsdag och lördag, sedan till 19 september 1926 tre dagar tisdag, torsdag och lördag. Sista tiden från 24 september 1926 bara fredagar.
| Period                 | Ansvarig utgivare       | Titel       | Period                 | Redaktör       |
| 1918-12-23--1920-02-24 | Hedlund, Gabriel        | agronomen   | 1919-01-04--1926-08-24 | inte undersökt |
| 1920-02-25--1922-10-30 | Lindén, Johan           | inspektören | 1919-01-04--1926-08-24 | inte undersökt |
| 1922-10-31--1926-12-31 | Hedlund, Johan Reinhold | typografen  | 1926-08-26--1926-12-31 | Aronsson, J.   |

## Tryckning
Tidningens förlag  hette Bergslagernas tidningsaktiebolag  med säte i Lindesberg från starten till 17 maj 1926,  därefter Bergslagernas tidningstryckeriaktiebolag i Lindesberg till 18 september 1926. Tryckeri var Bergslagernas tidningstryckeri  i Lindesberg hela utgivningen. Tidningen trycktes bara i svart med antikva. Tidningen hade 4 sidor de första numren sedan kunde det var upp till 8 sidor. Satsytan var stor hela tiden men minskade något från 1924 och var från maj 1926 52,5x40 cm. Priset var  1919-1920 7 kronor och ökade med inflationen 1921 till 10 kronor och var sedan 1922 till 1926 6,50 kronor.